# Einsiedler-Musendrossel
Die Einsiedler-Musendrossel (Catharus guttatus) oder Einsiedlerdrossel ist ein mittelgroßer Singvogel aus der Familie der Drosseln.

## Merkmale
Die 18 cm lange Einsiedler-Musendrossel ist an der Oberseite und Flanken olivgrün gefärbt und an der Unterseite gelbbraun mit dunklen Punkten auf der Brust. Weitere Merkmale sind der rötliche Schwanz und die weißen Augenringe.
Bemerkenswert ist die Schönheit des langsamen, fallenden Gesangs, der oft von einer exponierten, hohen Sitzwarte vorgetragen wird.

## Vorkommen
Die Einsiedler-Musendrossel  ist ein Sommervogel in nördlichen Wäldern und bewaldeten Gebirgen Nordamerikas, der zum Überwintern nach Mittelamerika bis nach  Guatemala zieht.

## Ernährung
Die Einsiedler-Musendrossel  sucht am Boden oder zwischen Pflanzen nach Käfern, Wespen und Fliegen. Früchte, vor allem Beeren, ergänzen die Nahrung.

## Fortpflanzung
Das Männchen besetzt in der Paarungszeit ein Revier, in das nur paarungsbereite Weibchen eindringen dürfen. Diese bauen ein kompaktes, massiges Schalennest aus Pflanzenmaterial und Schlamm gewöhnlich auf dem Boden unter einem Nadelbaum und bebrüten drei bis sechs Eier alleine. Das Männchen füttert allerdings das Weibchen und hilft bei der Aufzucht der Jungen, die nach rund zwölf Tagen flügge werden. Oft brüten die Elternvögel noch ein zweites Mal.
Häufig versucht der Braunkopf-Kuhstärling der Einsiedler-Musendrossel ein Ei unterzuschieben, die den Schwindel meistens nicht bemerkt und das fremde Junge aufzieht.

## Sonstiges
- Die Einsiedler-Musendrossel  ist der offizielle Staatsvogel von Vermont.
- A Hermit Thrush[1] ist der Name eines Gedichts der amerikanischen Poetin Amy Clampitt.